# 倉敷紡績
倉敷紡績株式会社（くらしきぼうせき、英: KURABO INDUSTRIES LTD.）は、日本の繊維製品の大手メーカー  。通称ならびに対外名称はクラボウ。かつて十大紡績会社（十大紡）の一社であった。
小松原慶太郎、木村利太郎、大橋澤三郎らが大原家などの出資を受け、現在の岡山県倉敷市にて設立。大原家は当時、地元の大地主であり、初代社長に大原家から大原孝四郎が就任した。ブラジル、インドネシア、タイ、中国にグループ企業を展開する。クラレは、クラボウの多角経営を目的にクラボウ創業者である大原一族により創業された会社だが、現在は人的・資本関係がなく業務上の関係のみである。
倉敷アイビースクエアは旧倉敷工場の跡地を活用して建設された施設であり、江戸時代は倉敷代官所の一部であった。赤煉瓦の外壁を覆う蔦や館内の建物等から工場時代の様子が窺われ、「近代化産業遺産」にも認定されている。また倉敷国際ホテルや倉紡記念館、大原美術館はいずれもクラボウ・クラレ及び創業者の大原家が関係している施設である。これらは倉敷市公式サイトでも代表的な観光施設として紹介されており、倉敷市を工業都市だけではなく、観光都市としても発展させる一助となった。

## 沿革
- 1888年（明治21年）3月9日 - 『有限責任倉敷紡績所』が設立される。大原孝四郎が初代社長に就任する。
- 1889年（明治22年） - 倉敷本社工場（現「倉敷アイビースクエア」)竣工。
- 1893年（明治26年） - 商法施行により『倉敷紡績株式会社』と改称される。
- 1895年（明治28年） - 商標「三馬」で綿糸の輸出を開始する。
- 1906年（明治39年） - 大原孫三郎が社長（第2代）に就任する。
- 1909年（明治42年） - 倉敷電燈が設立される。
- 1913年（大正2年） - 倉敷紡績の株式を大阪証券取引所に上場する。
- 1915年（大正4年） - 万寿工場（後の倉敷工場）竣工。
- 1918年（大正7年）
  - 讃岐紡績と合併する。（後の倉敷紡績坂出工場）
  - 松山紡績と合併する。（後の松山工場）
- 1919年（大正8年） - 大阪に大原社会問題研究所を設立する。
- 1921年（大正10年）
  - 早島紡績と合併する。（後の倉敷紡績早島工場）
  - 倉敷労働科学研究所を開所する。
- 1922年（大正11年） - 岡山染色整理と合併する。（後の岡山北方工場）
- 1923年（大正12年） - 倉紡中央病院（現「倉敷中央病院」）を開院する。
- 1924年（大正13年） - 日本メリヤス枚方工場を買収する。（後の枚方工場）
- 1926年（大正15年） - 倉敷絹織（現「クラレ」）を設立する。
- 1933年（昭和8年）
  - 本社機構を大阪出張所へ移管する。
  - 三豊紡績を合併する。（後の観音寺工場・丸亀工場）
- 1935年（昭和10年） - 倉敷毛織を設立する。（後の津工場）
- 1936年（昭和11年） 
  - 北条工場竣工。
  - 大原社会問題研究所への財政援助を打ち切る。（翌年大原社研は東京に移転し、戦後法政大学附置研究所となる）
- 1939年（昭和14年） - 神社柳吉が社長（第3代）就任する。
- 1941年（昭和16年）
  - 大原總一郎が社長（第4代）に就任する。
  - 国光紡績を合併する。（後の長崎工場・今治工場・堺工場・仙台工場・青島工場）
- 1942年（昭和17年）
  - 共同毛糸紡績、長谷川毛糸紡績、倉敷撚糸紡績を合併する。
  - 東京出張所（現 東京支社）を開設する。
- 1944年（昭和19年）
  - 商号を「倉敷工業株式会社」に変更する。
  - 軍需会社に指定。日本重工業、倉敷染工、倉敷航空機工業、紀陽染工、愛知精機を吸収合併する。
- 1945年（昭和20年） - 終戦の時点で戦災等により生産設備の7割を失う。
- 1946年（昭和21年）
  - 「倉敷紡績株式会社」に商号変更する。
  - 持株会社の指定を受け、16社の持ち株を持株整理委員会に譲渡する。
- 1948年（昭和23年） - 山陽レースが設立される。（現「倉敷繊維加工」）
- 1949年（昭和24年） - 倉敷機械工業が設立される。（現「倉敷機械」）
- 1951年（昭和26年） - 安城工場を竣工する。
- 1953年（昭和28年） - 万寿産業（現マスティ倉敷）が設立される。
- 1954年（昭和29年） - 共同羊毛工業（後の「倉敷ウール加工」）が設立される。
- 1957年（昭和32年） - ブラジルにブラジル倉敷毛紡（現「クラシキ・ド・ブラジル・テキスタイル」）が設立される。
- 1958年（昭和33年） - 京都工場が独立する形で倉敷染工（のちに連結後会社化）が設立される。
- 1962年（昭和37年）
  - 日本インスタント食品（現「日本ジフィー食品」）が関係会社となる。
  - ナショナルリネンサプライ（後の「クラボウリネンサプライ」）を設立する。
- 1968年（昭和43年） - タイに「泰倉紡」を設立する。
- 1969年（昭和44年） - 倉紡記念館が竣工される。
- 1988年（昭和63年） - 創立100周年を機に「クラボウ」を正式社名扱いとする。
- 1989年（平成元年） - 群馬工場を竣工する。
- 1993年 (平成5年)   - 倉敷工場(旧・万寿工場)を閉鎖。岡山県及び倉敷市からの要請により、跡地にチボリ公園の誘致を決定。
- 1994年（平成6年）  - 鴨方工場を竣工する。
- 1996年（平成8年）  - 徳島工場を竣工する。枚方工場を閉鎖[4]。
- 1997年 (平成9年)   - 7月18日、倉敷工場跡地に倉敷チボリ公園開業。運営主体はチボリ・ジャパンとなっていたが、土地そのものは引き続き倉敷紡績が所有し、岡山県に貸与する形となっていた。
- 2007年（平成19年） - 完全子会社の倉敷染工を解散する[5]。
- 2009年 (平成21年)  - 新年のカウントダウン終了後の1月1日午前1時を以て倉敷チボリ公園が閉園、貸与していた土地が岡山県から返還された。
- 2010年（平成22年） - 枚方工場跡地を貸与していた関西医科大学に売却（関西医科大学附属病院の敷地）[4]。
- 2011年 (平成23年)  - チボリ公園跡地の再開発事業者にイトーヨーカ堂を指定。
- 2012年（平成24年） - 三重工場を新規竣工する。（津市江戸橋駅付近の倉敷紡績津工場の繊維工場の用地の一部を不動産売却して住宅団地となる）倉敷チボリ公園跡地にアリオ倉敷、三井アウトレットモール、倉敷みらい公園が開業。
- 2018年（平成30年） - 倉敷市に、大型会議・イベントができる宿泊機能付き宴会場「アイビーエメラルドホール」開設。建設・運営はグループ会社の倉敷アイビースクエア[6]。
- 2020年（令和2年）  - 丸亀工場を閉鎖する[7]。「クラボウケミカルワークス」設立。
- 2021年（令和3年）  -「セイキ」関係会社となる。
- 2024年（令和6年）　- 倉敷機械全株式をDMG森精機とDMG森精機のドイツ現地法人である DMG MORI Europe Holding GmbHへ譲渡[8][9]。
- 2025年（令和7年）6月30日  - 安城工場を閉鎖予定[10]。

## 事業所

### 本店・支店・研究所
- 登記上本店（岡山県倉敷市本町7-1）
- 大阪本社（大阪府大阪市中央区久太郎町2-4-31）
- 東京支社（東京都港区新橋6-19-15 東京美術俱楽部ビルディング6階）
- 技術研究所（大阪府寝屋川市下木田町14-30）
- 熊本事業所（熊本県菊池市森北1812-40）

### 工場
- 安城工場（愛知県安城市）
- 徳島工場（徳島県阿南市）
- 寝屋川工場（大阪府寝屋川市）
- 裾野工場（静岡県裾野市）
- 群馬工場（群馬県伊勢崎市）
- 鴨方工場（岡山県浅口市）
- 三重工場（三重県津市）

## 関連企業
- 繊維関連
  - クラシキ・ド・ブラジル・テキスタイル有限会社（ブラジル）
  - タイ・クラボウ株式会社（タイ）
  - サイアム・クラボウ株式会社（タイ）
  - タイ・テキスタイル・デベロップメント・アンド・フィニッシング株式会社（タイ）
  - 株式会社クラボウ・マヌンガル・テキスタイル（インドネシア）
  - 倉紡貿易（上海）有限公司（中国）
  - クラボウ・ベトナム有限会社（ベトナム）
  - 大正紡績
  - クラボウインターナショナル
  - アラミス
- 化成品関連
  - 広州倉敷化工製品有限公司（中国）
  - 広州倉福塑料有限公司（中国）
  - 佛山倉敷繊維加工有限公司（中国）
  - クラシキ・ケミカル・プロダクツ・ド・ブラジル有限会社
  - 倉敷繊維加工
  - 東名化成
  - シーダム
  - クラボウケミカルワークス
- 環境メカトロニクス関連
  - クラキアメリカコーポレーション（アメリカ）
  - 上海倉機商貿有限公司（中国）
  - 台湾倉敷機械股有限公司
  - クラボウプラントシステム
  - クラボウテクノシステム
  - エコー技研
  - 山文電気
  - セイキ
- 食品・サービス関連
  - 日本ジフィー食品
  - 倉敷アイビースクエア
  - クラボウドライビングスクール
  - 恒栄商事

## 社員による不正取引問題
現役・退職者合わせて計7人の社員が、2011年から2015年にかけて売上高の水増しなどの不正取引を行っていたことが2015年11月までに判明。倉敷紡績は、これらの不正取引などの影響で、約10億円の売り上げに影響が出ているとしており、役員の処分も検討している。